# Арсенид трирубидия
Арсенид трирубидия — бинарное неорганическое соединение
рубидия и мышьяка с формулой Rb3As,
фиолетовые кристаллы,
самовоспламеняется на воздухе.

## Получение
- Реакция чистых веществ в инертной атмосфере:

{\displaystyle {\mathsf {3Rb+As\ {\xrightarrow {400^{o}C}}\ Rb_{3}As}}}

## Физические свойства
Арсенид трирубидия образует фиолетовые кристаллы
гексагональной сингонии,
пространственная группа P 63/mmc,
параметры ячейки a = 0,6052 нм, c = 1,073 нм, Z = 2,
структура типа арсенида тринатрия
.
Самовоспламеняется на воздухе.